# Ang sa Iyo ay Akin
Ang sa Iyo ay Akin es una serie de televisión filipina transmitida por Kapamilya Channel desde el 17 de agosto de 2020 hasta el 19 de marzo de 2021. Está protagonizada por Jodi Sta. Maria, Iza Calzado, Maricel Soriano y Sam Milby.

## Sinopsis
Ellice (Iza Calzado) es la amada hija del exitoso empresario Jorge Ceñidoza (Lito Pimentel), quien tiene la suerte de vivir una vida de lujo. Marissa (Jodi Sta. Maria), por su parte, disfruta de una vida sencilla con su madre, Lucing (Maricel Soriano), trabajando y viviendo en Villa Ceñidoza. A pesar de la gran diferencia en sus estatus sociales, las dos mujeres se convierten en amigas inseparables. Sin embargo, una fatídica noche cambia el curso de sus vidas para siempre.

## Elenco

### Principal
- Jodi Sta. Maria[1][2] como Marissa D. Pineda
- Iza Calzado[1][2] como Ellice Ceñidoza-Villarosa
- Maricel Soriano[1][2] como Luciana "Lucing" Dela Cruz-Pineda
- Sam Milby[1][2] como Gabriel Villarosa

### Secundario
- Desiree del Valle como Sonya Villarosa-Escobar
- Zaijan Jaranilla como Jacob Pineda / Jacob P. Villarosa[1]
- Chantal Videla como Hope C. Villarosa[1]
- Carla Martinez como Adelina Guevarra
- Alvin Anson como Ramon Villarosa[1]
- Cheska Iñigo como Carmelita Villarosa
- Simon Ibarra como Caesar Augusto[1]
- Nico Antonio como Blue Baltazar[1]
- Jef Gaitan como Cristina Villarosa[1]
- Jenny Jamora como Helena Villarosa
- Kirst Viray como Tony
- Nats Sitoy como Lexie
- Tart Carlos como Chona
- Jimmy Marquez como Pinky[1]
- Brenda Mage como Tooty[1]
- Paulo Angeles como Angelo "Gelo" Marasigan
- Michelle Vito como Heidi V. Escobar
- Aya Fernandez como Agatha Cortez